# Hommersåk
Hommersåk i Riska este o localitate din comuna Sandnes, provincia Rogaland, Norvegia, cu o suprafață de 2,1 km² și o populație de 6.042 locuitori (2013).